# Gravimetrie

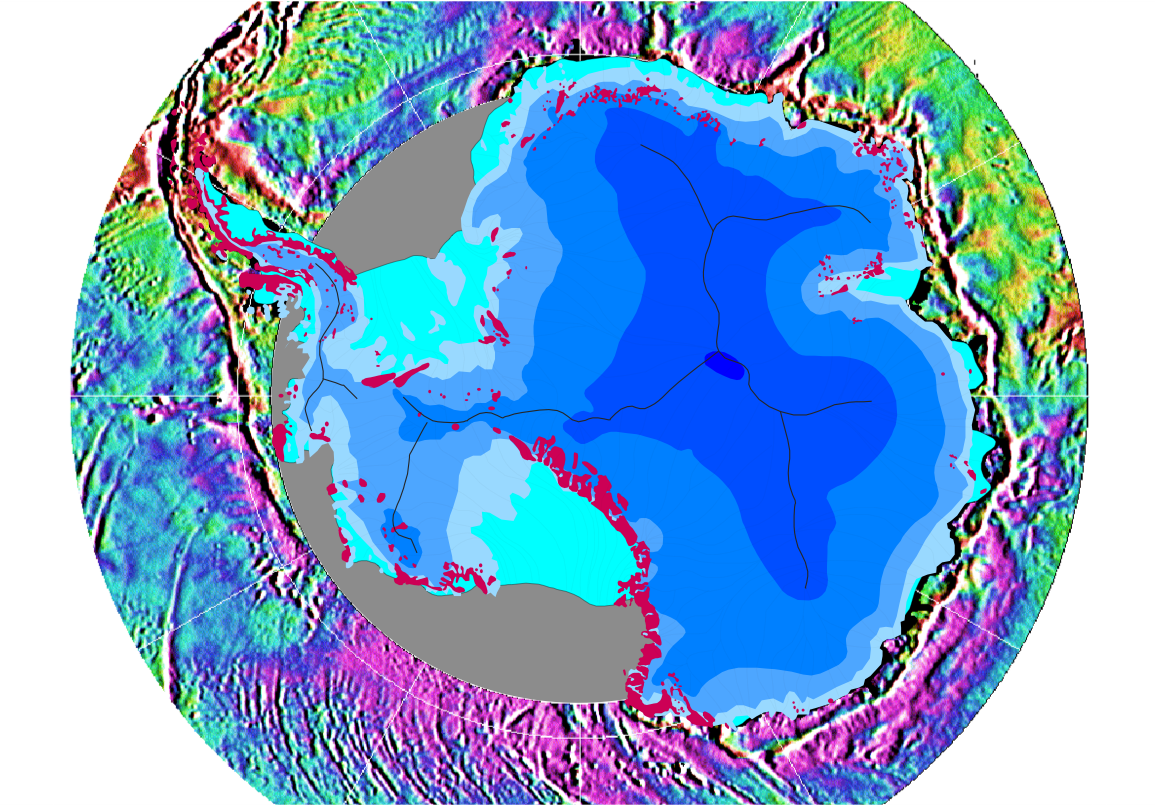
Anomaliile gravitaționale care acoperă Oceanul de Sud sunt reprezentate aici, în relief, în culori false. Amplitudinile variază între -30 mGal (magenta) la 30 mGal (roșu). Această imagine a fost normalizată pentru a elimina variațiile datorate diferențelor de latitudine

Gravimetria este  o ramură a geofizicii care studiază distribuția geografică și măsurarea mărimilor ce caracterizează câmpul terestru gravitațional. Gravimetria geodezică studiază echilibrul stratelor mai adânci ale scoarței terestre (izostazie) sau structura stratelor superioare ale Pământului (prospecțiune gravimetrică).
Gravimetria geodezică stabilește procedeele de determinare a graviății g și a gradientului gravității, grad g. Deoarece gravitatea depinde de poziția și altitudinea punctului de stație și de distribuția maselor în interiorul Pământului, din câmpul gravific se pot obține informații asupra figurii Pământului și a repartiției maselor terestre. Din cauza mareelor și a deplasărilor de mase terestre, gravitatea este dependentă și de timp. Prin aceasta, variațiile temporale observate pot fi folosite pentru cercetarea proceselor geodinamice.
Gravimetria geodezică a apărut la jumătatea secolului al XIX-lea ca una din metodele noi de determinare a formei și dimensiunilor Pământului. Ulterior, pe măsura dezvoltării ei, acestei noi științe i s-au găsit largi aplicații în domeniul prelucrării rețelelor geodezice. După intrarea în era sateliților artificiali ai Pământului, definiției lui Helmert i s-a adăugat și 
atributul de determinare a câmpului fizic asociat. Așadar, din punct de vedere științific, geodezia se ocupă cu studiul figurii Pământului, a câmpului său gravific și modificările sale dinamice. 
Rezultatele măsurătorilor gravimetrice se folosesc în geodezie pentru:
- corectarea unghiurilor măsurate în triangulație de efectul datorat deviației verticale;
- corecția nivelmentului de precizie (corecția ortometrică sau normală funcție de sistemul de altitudini adoptat);
- calculul corecțiilor de reducere pe elipsoid a distanțelor măsurate.

În România, instituția responsabilă cu determinarea valorilor gravității este Direcția Topografică Militară - DTM, cu sediul în București. Transfăgărășanul, Centrala nucleară de la Cernavodă, hidrocentralele de la Porțile de Fier, Casa Poporului, Canalul Dunăre-Marea Neagră sunt doar câteva din proiectele realizate cu sprijinul Direcției Topografice Militare.